# ايميليانو فيلا
ايميليانو فيلا (بالألبانية: Emiljano Vila) (12 مارس 1988 بدراس في ألبانيا - ) هو لاعب كرة قدم ألباني في مركز الوسط. شارك مع منتخب ألبانيا تحت 17 سنة لكرة القدم ومنتخب ألبانيا تحت 19 سنة لكرة القدم ومنتخب ألبانيا تحت 21 سنة لكرة القدم ومنتخب ألبانيا لكرة القدم. أما مع النوادي، فقد لعب مع بارتيزاني تيرانا وباس جيانينا ودينامو تيرانا ونادي إنتر باكو ونادي تيوتا دورس ونادي دينامو زغرب ونادي لوكوموتيفا وPAE Kerkyra ‏.

## وصلات خارجية
- ايميليانو فيلا على موقع الاتحاد الأوربي (الإنجليزية)
- ايميليانو فيلا على موقع قاعدة بيانات كرة القدم.إي يو (الإنجليزية)
- ايميليانو فيلا على موقع ناشيونال فوتبول تيمز (الإنجليزية)
- ايميليانو فيلا على موقع Soccerway.com (الإنجليزية)